# Кропачиха (Пермский край)
Кропачиха — деревня в Оханском городском округе Пермского края России.

## Географическое положение
Деревня расположена на речке Поповка, притоке Очера на расстоянии примерно 1 километр на северо-восток от села Острожка.

## История
Известна с 1647 года. С 2006 по 2018 год входила в состав Острожского сельского поселения Оханского района. После упразднения обоих муниципальных образований стала рядовым населённым пунктом Оханского городского округа.

## Климат
Климат умеренно континентальный. Наиболее тёплым месяцем является июль, средняя максимальная температура которого 24,8 °C, а самым холодным январь со среднемесячной температурой −17,3 °C. Среднегодовая температура 2,1 °C.

## Население
Постоянное население в 2012 году не учтено.